# Байєрівське напруження
Байєрівське напруження (рос. байеровское напряжение, англ. Baeyer’s strain) — надлишок енергії, яку має молекулярна частинка чи перехідна структура у випадку відхилення її основних геометричних параметрів (довжин зв'язків, валентних або діедральних кутів) від стандартних значень цих параметрів у подібних за хімічною будовою молекулярних частинках. Це зокрема напруженість, що виникає внаслідок деформації валентних кутів у циклах порівняно з ациклічними аналогами (така напруженість є пропорційною квадратові відхилення кута від стандартного значення).